# Carina Bär
Carina Bär est une rameuse allemande née le 23 janvier 1990 à Heilbronn.

## Biographie
Aux Jeux olympiques d'été de 2012 à Londres, elle obtient avec Julia Richter, Annekatrin Thiele et Britta Oppelt la médaille d'argent en quatre de couple.

## Palmarès

### Jeux olympiques
- 2016 à Rio de Janeiro (Brésil)
  -  Médaille d'or en quatre de couple.
- 2012 à Londres,  Royaume-Uni
  -  Médaille d'argent en quatre de couple

### Championnats du monde
- 2010 à Karapiro,  Nouvelle-Zélande
  -  Médaille de bronze en quatre de couple

### Championnats d'Europe
- 2010 à Montemor-o-Velho,  Portugal
  -  Médaille d'argent en quatre de couple